# Liste der Straßennamen in Lissabon/Alto do Pina
Die Liste der Straßennamen in Lissabon/Alto do Pina listet Namen von Straßen und Plätzen der früheren Freguesia Alto do Pina der portugiesischen Hauptstadt Lissabon auf und führt dabei auch die Bedeutungen und Umstände der Namensgebung an. Aktuell gültige Straßenbezeichnungen sind in Normalschrift angegeben, nach Umbenennung oder Überbauung nicht mehr gültige Bezeichnungen in Kursivschrift.

## Straßen in alphabetischer Reihenfolge
- Avenida Afonso Costa
1976 benannt nach dem Juristen und Politiker Afonso Augusto da Costa (1871–1937)
- Avenida Almirante Gago Coutinho
1960 benannt nach dem Flugpionier Gago Coutinho (1869–1959)
- Avenida Almirante Reis
1910 benannt nach dem Flottillenadmiral Carlos Cândido dos Reis (1852–1910)
- Avenida Carlos Pinhão
1995 benannt nach dem Journalisten und Schriftsteller Carlos Pinhão
- Avenida Engenheiro Arantes e Oliveira
1983 benannt nach dem Militäringenieur Eduardo de Arantes e Oliveira (1907–1982)
- Avenida Marechal Francisco da Costa Gomes
2004 benannt nach dem ehemaligen Staatspräsidenten Francisco da Costa Gomes (1914–2001)
- Azinhaga da Fonte do Louro
- Azinhaga das Olaias
benannt nach der ehemaligen Quinta das Olaias
- Jardim Tristão da Silva
2003 benannt nach dem Sänger Tristão da Silva (1927–1978)
- Largo do Casal Vistoso
- Largo Roque Laia
1997 benannt nach dem Rechtswissenschaftler Mariano dos Santos Roque Laia (1903–1996)
- Praça Bernardo Santareno
1981 benannt nach dem Dichter und Dramaturgen Bernardo Santareno (1924–1980)
- Praça Francisco Sá Carneiro (Praça do Areeiro)
1980 benannt nach dem Politiker Francisco Sá Carneiro (1934–1980)
- Rotunda das Olaias
1983 benannt nach der ehemaligen Quinta das Olaias
- Rua Abade Faria
1957 benannt nach dem Priester und Wissenschaftler Abbé Faria (1756–1819)
- Rua Actor Isidoro
1932 benannt nach dem Schauspieler Isidoro Sabino Ferreira (1828–1876)
- Rua Actor João Rosa
1925 benannt nach dem Schauspieler João Rosa (1842–1910)
- Rua Actriz Virgínia
1932 benannt nach der Schauspielerin Virgínia Dias da Silva (1850–1922)
- Rua Al Berto
1999 benannt nach dem Dichter Al Berto
- Rua Alberto Pimentel
1932 benannt nach dem Schriftsteller und Journalisten Alberto Pimentel (1849–1925)
- Rua Alves Torgo
1925 benannt nach dem Tierarzt José Maria Alves Torgo (1850-)
- Rua Américo Durão
1985 benannt nach dem Dichter und Dramaturgen Américo Durão (1894–1969)
- Rua Aquiles Machado
1979 benannt nach dem Wissenschaftler Aquiles Machado (1862–1942)
- Rua Augusto Machado
1932 benannt nach dem Komponisten Augusto Machado (1845–1924)
- Rua Barão de Sabrosa
1892 benannt nach Rodrigo Pinto Pizarro de Almeida Carvalhais, dem ersten Barão da Ribeira de Sabrosa (1788–1841)
- Rua Capitão Henrique Galvão
1975 benannt nach dem Militär, Politiker und Schriftsteller Henrique Galvão (1895–1970)
- Rua Carlos Mardel
1929 benannt nach dem Ingenieur und Architekten Károly Martell (1696–1763)
- Rua Carvalho Araújo
1924 benannt nach dem Kapitän José Botelho de Carvalho Araújo (1881–1918)
- Rua Casimiro Freire
1926 benannt nach dem Kaufmann und Wohltäter Casimiro Freire (1843–1918)
- Rua Cristóvão Falcão
1974 benannt nach dem Dichter Cristovão Falcão (1515/18–1555/57)
- Rua de João de Menezes
1926 benannt nach dem Politiker João de Menezes (1868–1918)
- Rua de Olivença
1996 benannt nach der spanischen Stadt Olivenza
- Rua do Garrido
1924 benannt nach dem Grundbesitzer Joaquim Gonzalez Garrido
- Rua Domingos dos Reis Quita
1932 benannt nach dem Dichter Domingos dos Reis Quita (1728–1770)
- Rua Egas Moniz
1926 benannt nach dem Edelmann Egas Moniz (~1080–1146)
- Rua Engenheiro Santos Simões
1979 benannt nach dem Textilingenieur João Miguel dos Santos Simões (1907–1972)
- Rua Humberto da Cruz
1986 benannt nach dem Flugpionier Humberto da Cruz (1900–1981)
- Rua João da Silva
1980 benannt nach dem Bildhauer João da Silva (1880–1960)
- Rua Jorge de Castilho
1978 benannt nach dem Navigator Jorge de Castilho (1880–1943)
- Rua José Acúrcio das Neves
1932 benannt nach dem Fabrikanten José Acúrcio das Neves (1766–1834)
- Rua Lucinda do Carmo
1932 benannt nach der Schauspielerin Lucinda do Carmo (1861–1922)
- Rua Manuel dos Santos
1985 benannt nach dem Stierkämpfer Manuel dos Santos (1925–1973)
- Rua Manuel Gouveia
1978 benannt nach dem Flugpionier Manuel Gouveia (1890–1966)
- Rua Marcelino de Mesquita
1932 benannt nach dem Schriftsteller Marcelino de Mesquita (1856–1919)
- Rua Padre Gregório Verdonk
1986 benannt nach dem niederländischen Missionar Gregório Verdonk (1904–1980)
- Rua Profª Margarida Vieira Mendes
1999 benannt nach der Literaturwissenschaftlerin Margarida Vieira Mendes (1949–1997)
- Rua Profª Maria de Lurdes Belchior
1999 benannt nach der Literaturwissenschaftlerin Maria de Lurdes Belchior (1923–1998)
- Rua Robalo Gouveia
1987 benannt nach dem Olympiateilnehmer, Trainer und Sportfunktionär Manuel Correia Robalo Gouveia (1923–1986)
- Rua Sabino de Sousa
1892 benannt nach dem Tierarzt Sabino de Sousa (1835–1888)
- Rua Sarmento de Beires
1978 benannt nach dem Flugpionier José Manuel Sarmento de Beires (1893–1974)
- Rua Veríssimo Sarmento
1934 benannt nach dem Kolonialverwalter Veríssimo de Gouveia Sarmento (1850–1907)
- Rua Wanda Ramos
1999 benannt nach der Dichterin Wanda Ramos (1948–1998)